# 北野天満神社 (さいたま市)

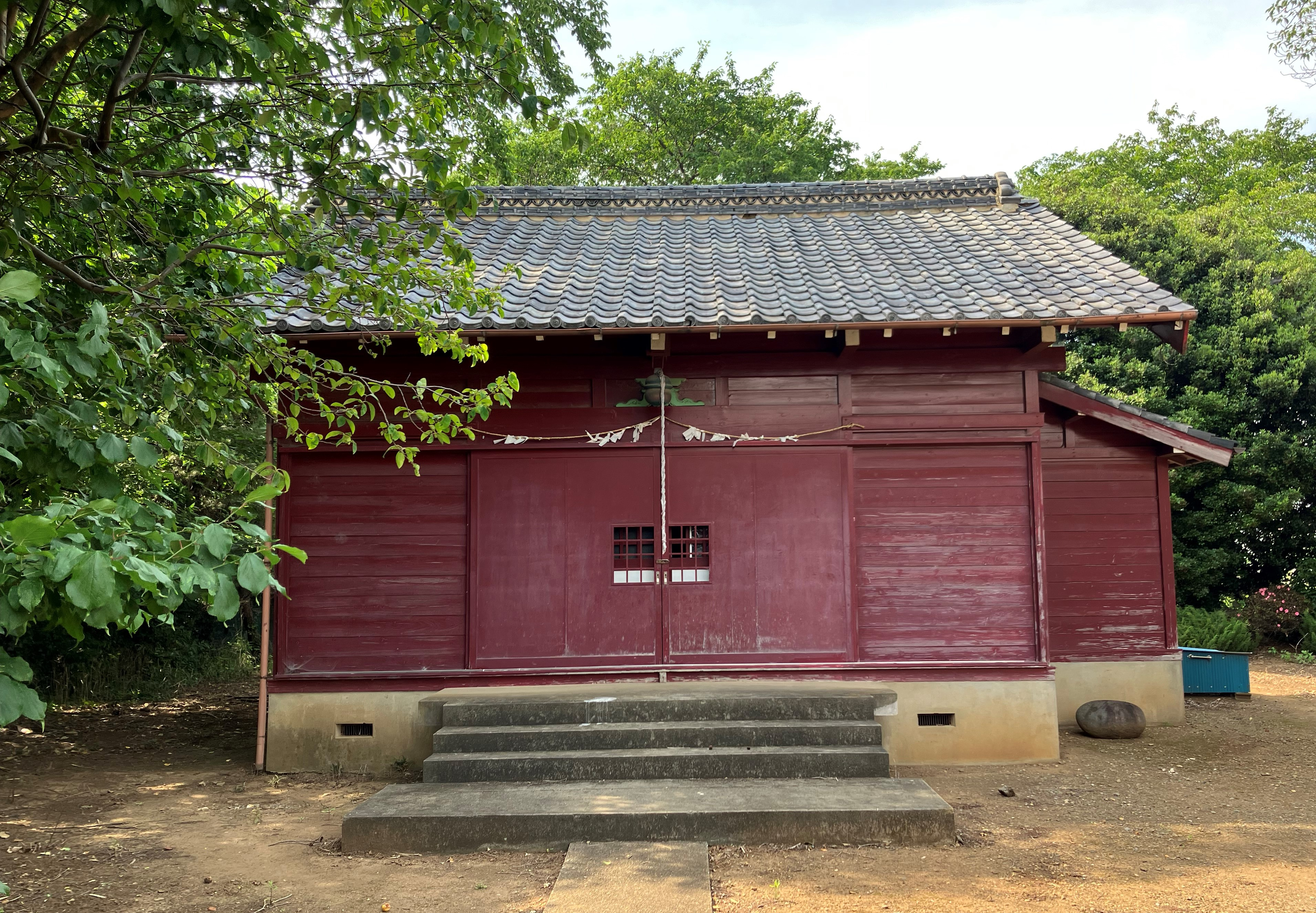
社殿

北野天満神社（きたのてんまんじんじゃ）は、埼玉県さいたま市岩槻区の神社。

## 歴史
創建年代は不明である。ただ江戸時代後期の地誌『新編武蔵風土記稿』には掲載されていることから、少なくとも江戸時代後期には既に存在していたものと推測される。周辺の18軒の旧家によって祀られていたという。
1873年（明治6年）、近代社格制度に基づく「村社」に列せられたが、1911年（明治44年）の火災で焼失した。とりあえず仮宮を建てたが、昭和40年代より社殿再興の機運が高まり、1972年（昭和47年）に改めて北野天満宮から分霊を勧請し再建された。

## 交通アクセス
- 路線バス本宿停留所より徒歩7分。